# Esdoornuitbreekkommetje
Het esdoornuitbreekkommetje (Pyrenopeziza petiolaris) is een schimmel behorend tot de familie Ploettnerulaceae. Het leeft saprotroof op overjarige bladstelen van de esdoorn (Acer).

## Kenmerken
Het vormt grijze of zwarte apothecia van 0,7–1,2 × 0,2–0,5 mm. Ze ontwikkelen zich onder de epidermis van de gastheer. Naarmate ze ouder worden, zwellen ze op, worden ze zwart en gaan ze uiteindelijk open met een lichtere longitudinale spleet. Op deze manier wordt het zwartgrijze hymenium blootgelegd, dat boven het oppervlak van de gastheer uitsteekt en een ovale, ronde komvorm vormt, die doet denken aan de vruchtlichamen van Mollisia. 8-sporige asci, 42–57 × 4 µm. Cilindrische en bovenste parafysen zijn gezwollen tot 3 µm. De ascosporen zijn glad, spoelvormig tot knotsvormig, hyaliene en meten 7-7,5 × 2-2,5 µm.

## Verspreiding
Het esdoornuitbreekkommetje komt in Nederland zeldzaam voor.

## Taxonomie
Het werd voor het eerst beschreven in 1805 door Johannes Baptista von Albertini en Lewis David von Schweinitz en noemde het Hysterium petiolare. De huidige naam, erkend door Index Fungorum, werd eraan gegeven door John Axel Nannfeldt in 1932.